# Diego Vallejos
Diego Alfredo Vallejos Hernández (n. Colbún, Región del Maule; 16 de marzo de 1990) es un futbolista chileno. Se desempeña como delantero en Deportes Linares de la Segunda División Profesional de Chile.

## Trayectoria
Debutó en Deportes Linares el año 2009.

## Estadísticas
| Club                         | Div.          | Temporada     | Liga  | Liga  | Copas nacionales | Copas nacionales | Torneos internacionales | Torneos internacionales | Total | Total |
| Club                         | Div.          | Temporada     | Part. | Goles | Part.            | Goles            | Part.                   | Goles                   | Part. | Goles |
| ---------------------------- | ------------- | ------------- | ----- | ----- | ---------------- | ---------------- | ----------------------- | ----------------------- | ----- | ----- |
| Deportes Linares · Chile     | 3.ª           | 2009          | ?     | 9     | ?                | 0                | —                       | —                       | ?     | ?     |
| Deportes Linares · Chile     | 3.ª           | 2010          | ?     | 7     | 1                | 0                | —                       | —                       | ?     | ?     |
| Deportes Linares · Chile     | 3.ª           | 2011          | ?     | 22    | 6                | 3                | —                       | —                       | ?     | ?     |
| Deportes Linares · Chile     | 3.ª           | 2012          | ?     | 9     | ?                | 1                | —                       | —                       | ?     | ?     |
| Deportes Linares · Chile     | Total club    | Total club    | 80    | 47    | ?                | 4                | 0                       | 0                       | 81    | 51    |
| Audax Italiano B · Chile     | 3.ª           | 2013          | 9     | 6     | —                | —                | —                       | —                       | 9     | 6     |
| Audax Italiano B · Chile     | 3.ª           | 2013-14       | 10    | 5     | —                | —                | —                       | —                       | 10    | 5     |
| Audax Italiano B · Chile     | Total club    | Total club    | 19    | 11    | 0                | 0                | 0                       | 0                       | 19    | 11    |
| Audax Italiano · Chile       | 1.ª           | 2013          | 7     | 1     | —                | —                | —                       | —                       | 7     | 1     |
| Audax Italiano · Chile       | 1.ª           | 2013-14       | 16    | 2     | 4                | 3                | —                       | —                       | 20    | 5     |
| Audax Italiano · Chile       | 1.ª           | 2014-15       | 26    | 8     | 9                | 2                | —                       | —                       | 35    | 10    |
| Audax Italiano · Chile       | 1.ª           | 2015-16       | 29    | 5     | 10               | 2                | —                       | —                       | 39    | 7     |
| Audax Italiano · Chile       | 1.ª           | 2016-17       | 26    | 5     | 8                | 2                | —                       | —                       | 34    | 7     |
| Audax Italiano · Chile       | Total club    | Total club    | 104   | 21    | 31               | 9                | 0                       | 0                       | 135   | 30    |
| Universidad Católica · Chile | 1.ª           | 2017          | 2     | 0     | 3                | 1                | —                       | —                       | 5     | 1     |
| Universidad Católica · Chile | Total club    | Total club    | 2     | 0     | 3                | 1                | 0                       | 0                       | 5     | 1     |
| Palestino · Chile            | 1.ª           | 2018          | 13    | 1     | 7                | 2                | —                       | —                       | 20    | 3     |
| Palestino · Chile            | Total club    | Total club    | 13    | 1     | 7                | 2                | 0                       | 0                       | 20    | 3     |
| Curicó Unido · Chile         | 1.ª           | 2019          | 7     | 0     | —                | —                | —                       | —                       | 7     | 0     |
| Curicó Unido · Chile         | Total club    | Total club    | 7     | 0     | 0                | 0                | 0                       | 0                       | 7     | 0     |
| Coquimbo Unido · Chile       | 1.ª           | 2020          | 15    | 1     | —                | —                | 3                       | 1                       | 18    | 2     |
| Coquimbo Unido · Chile       | Total club    | Total club    | 15    | 1     | 0                | 0                | 3                       | 1                       | 18    | 2     |
| Total carrera                | Total carrera | Total carrera | 240   | 81    | 41               | 16               | 3                       | 1                       | 284   | 98    |
| 1. 2. 3.                     |               |               |       |       |                  |                  |                         |                         |       |       |

## Palmarés

### Campeonatos nacionales
| Título     | Equipo    | País  | Año  |
| ---------- | --------- | ----- | ---- |
| Copa Chile | Palestino | Chile | 2018 |

### Distinciones individuales
| Distinción                             | Año  |
| -------------------------------------- | ---- |
| Goleador Tercera B de Chile (22 goles) | 2011 |